# シマソケイ
シマソケイ（島素馨、学名: Ochrosia iwasakiana）は、キョウチクトウ科ヤロード属の常緑の小高木。

## 特徴
植物体は全株無毛である。小枝は円く太い。葉は3-6個が輪生し、葉柄は長さ1-4cmになる。葉身はさじ状長楕円形から倒卵状楕円形で、革質、長さ7-20cm、幅4-9cmで、先端はふつう微凸頭であるが、ときにやや微凹頭円形になり、基部はくさび形になり、葉柄につづく。
枝先に複集散花序が伸び、多数の白色の花をつける。萼は長さ約3mmと小さく、5裂し、裂片の先端は円頭になる。花冠は多肉質で径約1cm、長さ約3mmになる筒部があり、先は5裂して裂片は平開する。花冠喉部に短い縦じわがある。雄蕊は5個あり、花糸はごく短く、基部に微毛があり、葯は卵形で先端は鋭頭になる。子房は2心皮からなる。果実は楕円形の核果が2個対生し、長さ6-8cm、幅2-5cmになり、橙黄色に熟す。

## 分布と生育環境
日本固有種。先島諸島の宮古島、伊良部島、石垣島、西表島に分布し、海岸近くや低地の林内に生育する。ただし、自生地は少なく、個体数も少ない。同属の O. oppositifolia と同種とする意見もあり、その場合の分布地は、先島諸島のほか、マレーシア、ミクロネシア、アンダマン諸島、スリランカなどのアジア熱帯地域となる。

## 名前の由来
和名シマソケイは、松村任三による。石垣島の地方名は、ヤマフクン。
種小名（種形容語）iwasakiana は、1922年に、石垣島の屋良部半島でタイプ標本を採集した Takuya Iwasaki への献名。

## 種の保全状況評価
絶滅危惧IA類 (CR)（環境省レッドリスト）
都道府県のレッドデータ、レッドリストの選定状況は、沖縄県が絶滅危惧IB類(EN)となっている。
また、石垣市では、2015年に自然環境保全条例保全種に、竹富町では、2017年に希少野生動植物種に指定されている。

## ギャラリー

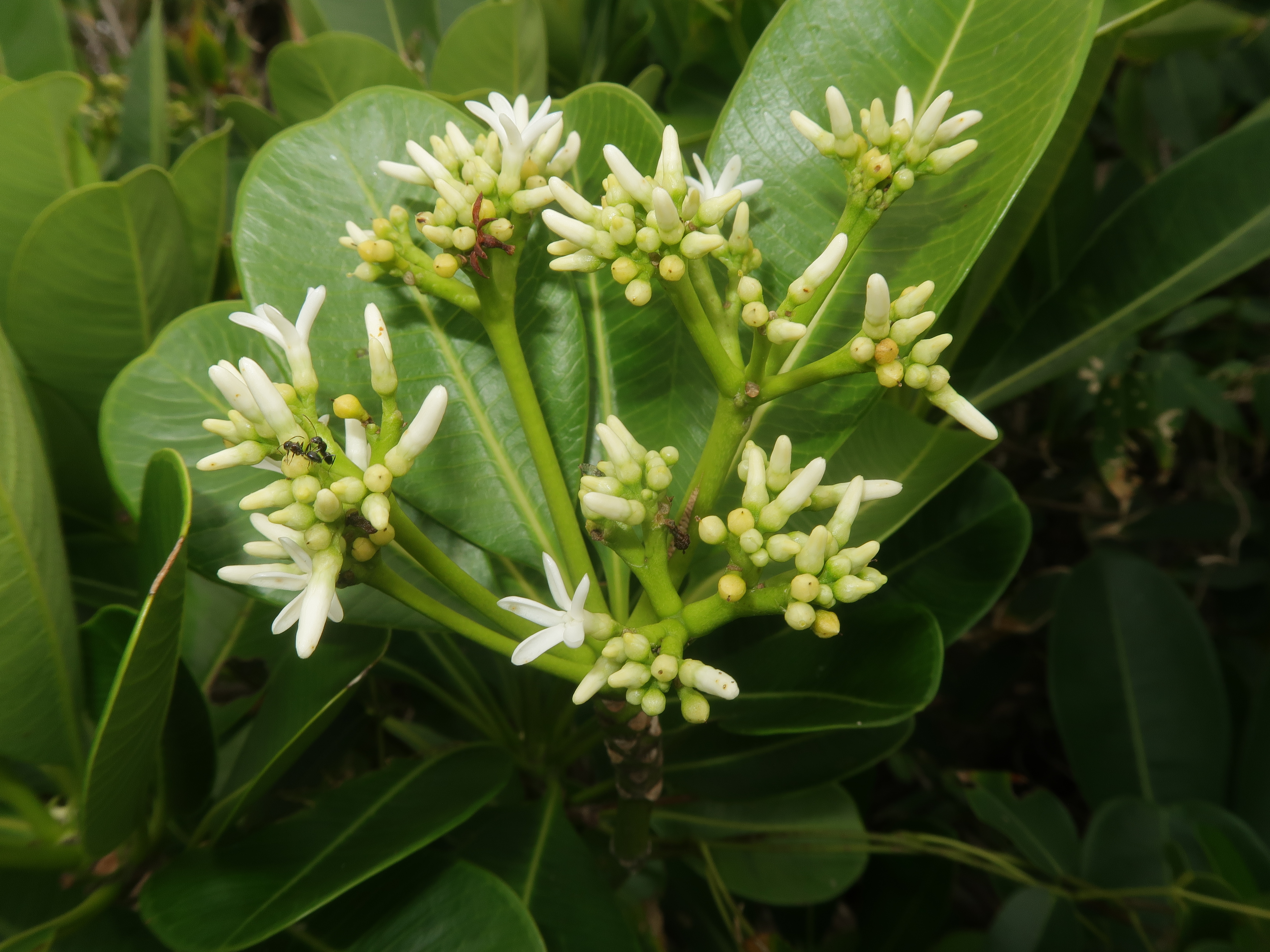
枝先に複集散花序が伸び、多数の白色の花をつける。花冠は多肉質で、先は5裂して裂片は平開する。
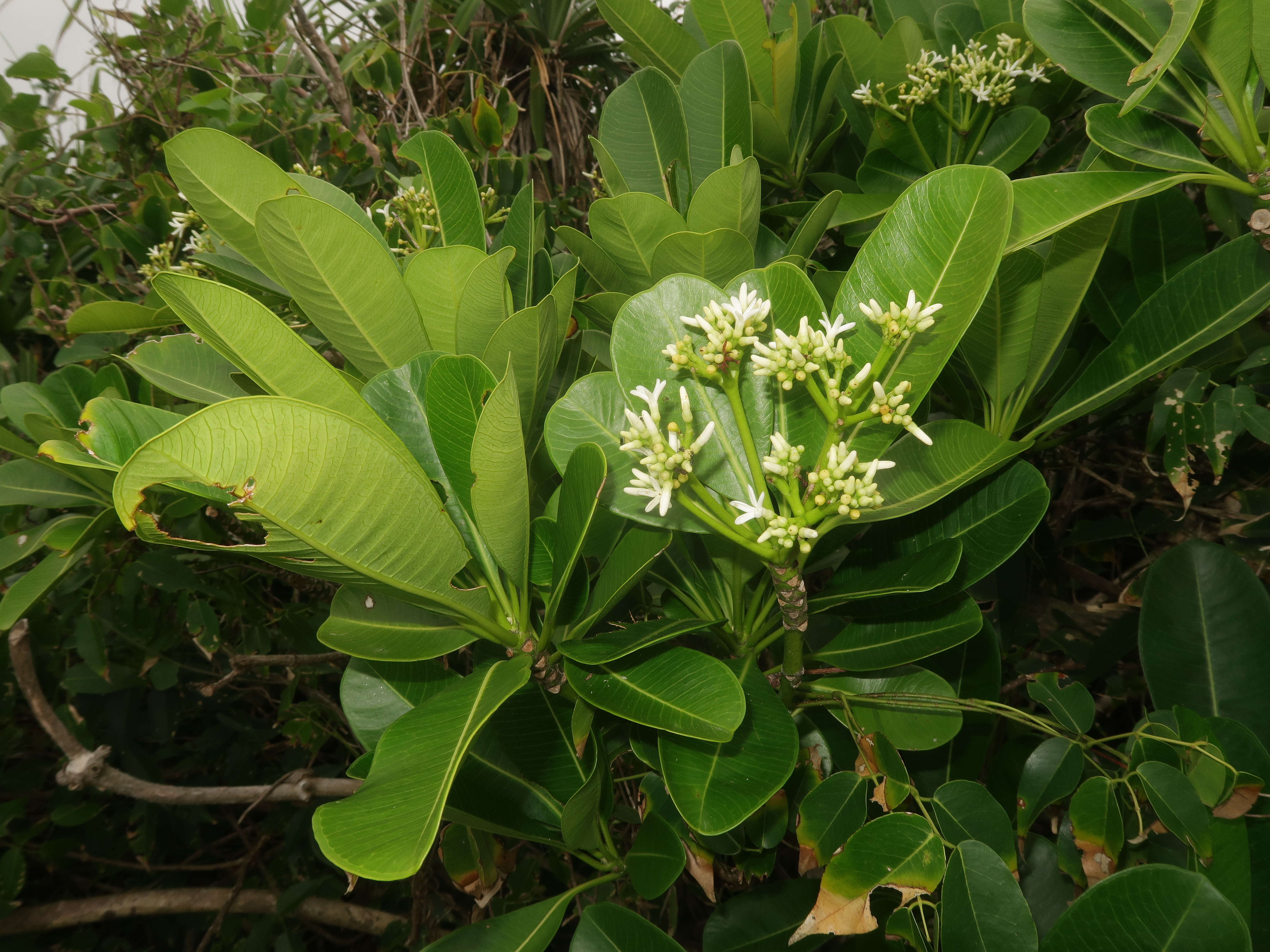
葉は3-6個が輪生し、葉身はさじ状長楕円形から倒卵状楕円形で、革質、先端は微凸頭ときにやや微凹頭円形になり、基部はくさび形になる。
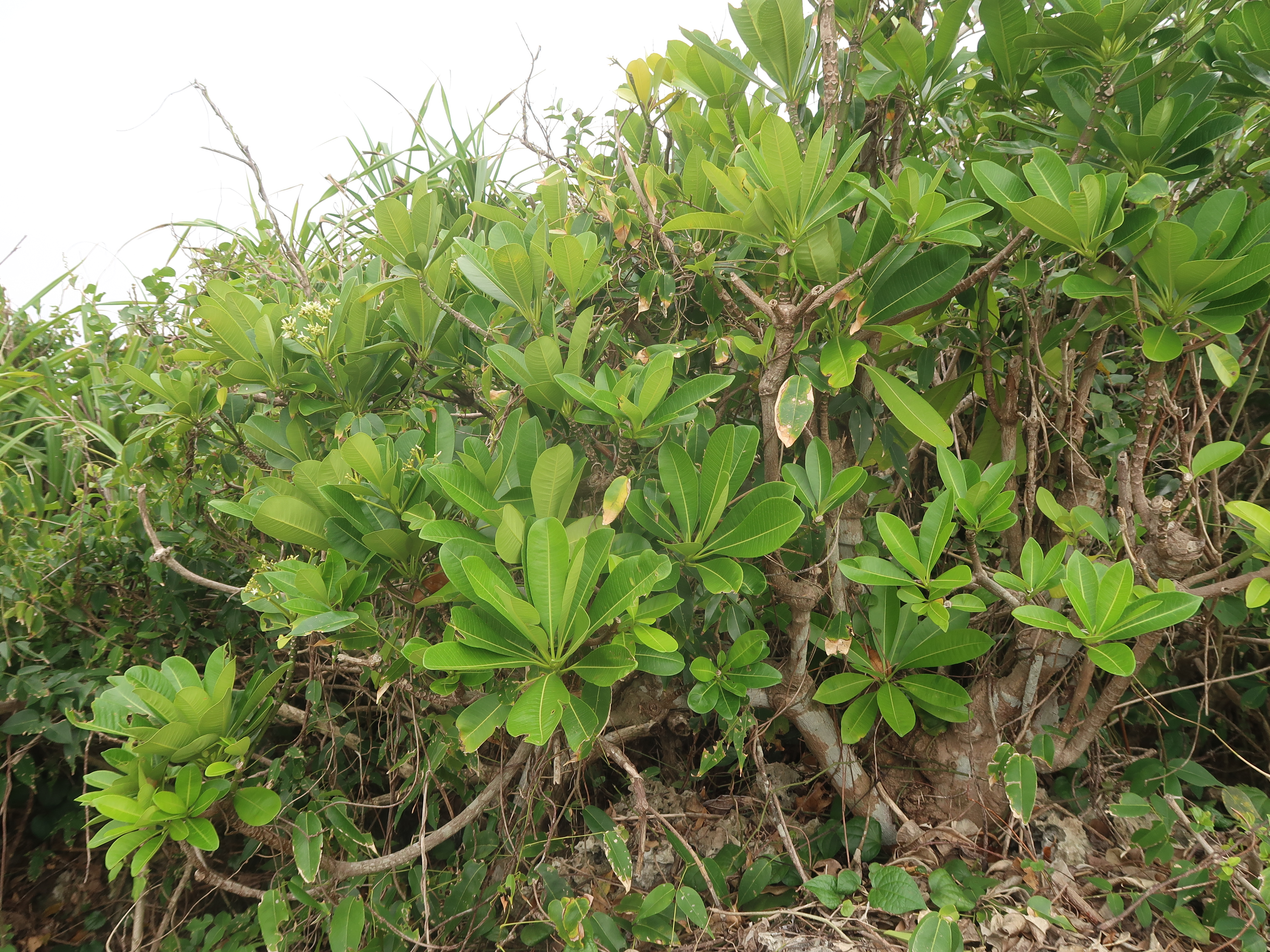
サンゴ礁が隆起してできた海岸線の石灰岩地に生育していた。